# Kurimany
Kurimany – słowacka wieś i gmina (obec) w powiecie Lewocza w kraju preszowskim. W 2011 roku zamieszkiwało ją 379 osób.

## Historia
Pierwsza pisemna wzmianka o wsi pochodzi z 1298 roku.

## Geografia
Centrum wsi leży na wysokości 521 m n.p.m. Gmina zajmuje powierzchnię 2,583 km².